# Lista rossa IUCN
La Lista rossa dell'Unione Internazionale per la Conservazione della Natura (in inglese:  IUCN Red List of Threatened Species, IUCN Red List o Red Data List) è stata istituita nel 1964 e rappresenta il più ampio database di informazioni sullo stato di conservazione delle specie animali e vegetali di tutto il globo terrestre. La lista è disponibile on-line ed è aggiornata due volte l'anno.

## Come viene sviluppata
La lista viene compilata dall'Unione Internazionale per la Conservazione della Natura (in inglese: International Union for the Conservation of Nature and Natural Resources, IUCN), che ne è l'ente responsabile.
I dati tecnici e scientifici sono raccolti ed analizzati da una grande quantità di esperti (circa 7 500 in tutto il mondo), generalmente scienziati o esperti nei vari ambiti della zoologia, della botanica o altre discipline affini. Questi esperti, afferenti alla Commissione per la salvaguardia delle specie (IUCN Species Survival Commission, SSC) sono volontari che prestano parte del loro lavoro scientifico ad IUCN in maniera totalmente gratuita.

Percentuale delle specie suddivise per gruppi nella Lista Rossa 2007
Legenda:
rosso: critica
arancione: minacciata
giallo: vulnerabile

Tra i principali consulenti vi sono anche rappresentanti di organizzazioni non governative o di ricerca quali BirdLife International, l'Institute of Zoology, la divisione ricerca della Società Zoologica di Londra (in inglese: Zoological Society of London - ZSL), il Centro di verifica e controllo per la conservazione del mondo (in inglese: World Conservation Monitoring Centre), e molti gruppi specializzati all'interno della Commissione per la sopravvivenza delle specie dello IUCN (in inglese: IUCN's Species Survival Commission - SSC). Molti scienziati italiani sono anche membri della commissione SSC.
La Lista rossa IUCN si basa su precisi criteri di valutazione del rischio di estinzione di migliaia di specie e sottospecie. Una serie di Liste rosse regionali (inglese: Regional Red List) vengono prodotte ogni anno per le organizzazioni e gli enti statali, ai quali spetta il compito di gestire a livello politico e strategico le informazioni ricevute.
I criteri e le categorie sono stati messi a punto nel corso degli anni, e sono variati nel tempo, come tra il 1997 e il 1999, anche in modo significativo; nel 2000 è stata adottata una versione 3.1 delle categorie e dei criteri, che a febbraio era stata adottata da IUCN Council per diventare un sistema operativo solo nel 2001, in maniera vincolante per i valutatori consulenti.
Gli obiettivi dello IUCN di categorizzare ogni specie vengono rivalutati ogni lustro quand'è possibile, o in alternativa ogni decennio. Questo viene fatto tramite una revisione paritaria da parte dei Gruppi di specialisti della Commissione per la salvaguardia delle specie (SSC) di IUCN (inglese:  IUCN Species Survival Commission Specialist Groups), che, come detto sopra, sono le vere Autorità della Lista rossa responsabili della classificazione di una specie, di un gruppo di specie o di un'area geografica o, come nel caso del BirdLife International, di un'intera classe.
Anche grazie al lavoro svolto per la compilazione e la pubblicazione della Lista Rossa, IUCN è considerata la massima autorità al mondo sullo stato di conservazione della natura.

## Categorie
Le categorie della Lista Rossa IUCN sono generalmente assegnate ad una specie a livello globale.
| Sigla | Nome inglese          | Nome italiano              | Descrizione (semplificata) |
| ----- | --------------------- | -------------------------- | --- |
| EX    | Extinct               | Estinto                    | Quando l'ultimo individuo della specie è deceduto. |
| EW    | Extinct in the Wild   | Estinto in natura          | Quando una specie sopravvive solo all’interno di giardini zoologici o altri sistemi di mantenimento in cattività.                                                                          |
| CR    | Critically Endangered | Specie in pericolo critico | Quando la popolazione di una specie è diminuita del 90% in dieci anni o quando il suo areale si è ristretto sotto i 100 km² o il numero di individui riproduttivi è inferiore a 250.       |
| EN    | Endangered            | In pericolo                | Quando la popolazione di una specie è diminuita del 70% in dieci anni o quando il suo areale si è ristretto sotto i 5.000 km² o il numero di individui riproduttivi è inferiore a 2.500.   |
| VU    | Vulnerable            | Vulnerabile                | Quando la popolazione di una specie è diminuita del 50% in dieci anni o quando il suo areale si è ristretto sotto i 20.000 km² o il numero di individui riproduttivi è inferiore a 10.000. |
| NT    | Near Threatened       | Prossimo alla minaccia     | Quando i suoi valori non riflettono ma si avvicinano in qualche modo ad una delle descrizioni riportate sopra.                                                                             |
| LC    | Least Concern         | Rischio minimo             | Quando i suoi valori non riflettono in alcun modo una delle descrizioni di cui sopra, specie abbondanti e diffuse.                                                                         |
| DD    | Data Deficient        | Dati insufficienti         | Quando non esistono dati sufficienti per valutare lo stato di conservazione della specie.                                                                                                  |
| NE    | Not Evaluated         | Non valutato               | Specie non valutata. Spesso utilizzata per le specie domestiche. |

## L'utilizzo della Lista Rossa
La lista rossa è considerata come il più autorevole e obiettivo sistema di classificazione delle specie a rischio di estinzione.
La lista viene spesso utilizzata per identificare le priorità di conservazione a livello nazionale, per concordare programmi ed accordi internazionali ed altre attività relative alla protezione della natura.
IUCN, però, sta anche sviluppando una serie di altri utilizzi della lista. Ad esempio, attraverso un'analisi nel tempo della quantità di specie che migrano da un livello di minaccia ad un altro, si possono identificare degli indicatori per capire come varia il tasso di estinzione delle specie, ma anche per cercare di monitorare l'efficienza dei programmi di conservazione che si sviluppano a livello globale.
In questi ultimi anni, inoltre, i ricercatori responsabili per la compilazione delle schede delle specie, sono richiesti di indicare anche quali siano le minacce principali alla specie monitorata. Di nuovo, attraverso l'analisi di migliaia di specie negli anni, si dovrebbe riuscire ad avere anche delle indicazioni più o meno precise di quanto ciascuna attività umana impatti le comunità animali e vegetali.
Ad esempio, nell'ottobre 2009, IUCN ha informato che circa un quinto delle specie di libellule del bacino del Mediterraneo sono oramai minacciate di estinzione a causa dell'aumentata scarsità dell'acqua dovuta sia dal cambiamento climatico sia dal generale degrado del suolo. Quattro specie di libellula si sono recentemente estinte nel Mediterraneo ossia la Agriocnemis exilis, la Ceriagrion glabrum, la Rhyothemis semihyalina e la Phyllomacromia africana.
O anche, la Lista Rossa ha determinato che delle 64 specie di squali pelagici e razze che sono state listate nella Lista rossa, il 32% è minacciato di estinzione, principalmente a causa delle attività di pesca. Ma limitando l'analisi agli squali che vivono solo in alto mare, la percentuale delle specie minacciate sale al 52%.

## Liste rosse regionali
Diversi gruppi di IUCN, o anche enti nazionali, associazioni o centri di ricerca, effettuano delle applicazioni dei criteri a livello nazionale o anche locale. Tale esercizio sembra utile ai fini di identificare le priorità a livello nazionale ma è importante sottolineare come i criteri per questa applicazione a livello locale debbano essere adattati in maniera rigida ed univoca prima che possano essere significativi e confrontabili fra Paesi o aree differenti.
I criteri della Lista Rossa sono infatti stati pensati per un'analisi di tipo globale al fine di fornire indicazioni di tipo generale alla Comunità internazionale. L'applicazione a livello più locale deve prevedere non solo una scala di riferimento differente, ma anche un margine di errore molto minore in quanto l'influenza sulle decisioni politiche che può avere risulta notevolmente amplificata.
Nel caso specifico, ad esempio, IUCN e la Commissione europea hanno iniziato a lavorare insieme per valutare lo stato di circa seimila specie di flora e fauna europea adattando a livello regionale i criteri della Lista Rossa. Questo non è l'unico esempio nel mondo, ma al momento sembra essere uno di quelli sviluppati con maggiore attenzione alle metodologie di analisi ed alla scientificità del risultato.
Il progetto prevede di valutare tutte le specie di Mammiferi, Anfibi, Rettili, Pesci d'acqua dolce, farfalle, libellule più dei gruppi selezionati di piante vascolari, Molluschi e coleotteri. Ad oggi la Red List europea è stata completata solo per Mammiferi, Anfibi e Rettili.
La Lista sarà complementare al lavoro svolto da BirdLife International sugli Uccelli europei.
Dall'analisi preliminare del lavoro in via di svolgimento, ne risulta che l'area più meridionale della penisola balcanica è fra le aree a maggiore biodiversità terrestre del continente europeo. Anche il territorio italiano presenta alti tassi di biodiversità insieme a parte dell'Europa meridionale. La perdita e la degradazione degli habitat risultano fra le minacce principali insieme al disturbo umano, l'inquinamento e le specie aliene invasive.
- Circa una specie su sei (15%) di mammiferi sono minacciate (TR) (24% le specie marine e 14% quelle terrestri) e un ulteriore 9% delle specie sono molto vicine ad essere minacciate.
- Due specie di mammiferi, il Bos primigenius e il Prolagus sardus, sono estinti sin dal 1500 d.C., ed una terza specie, Eschrichtius robustus è estinta a livello regionale.
- Più di un quarto (27%) dei mammiferi europei presentano una popolazione in declino. Un ulteriore 32% è stabile ma per il 33% delle popolazioni non si conosce il trend di crescita. Solo l'8% delle specie presenta popolazioni in crescita ma solo alcune di queste sono da riferirsi al successo delle attività di conservazione.
- Circa un quinto dei rettili e un quarto degli anfibi europei è minacciato di estinzione.

Liste Rosse italiane
In Italia il primo lavoro finalizzato alla realizzazione della Lista Rossa italiana dei Vertebrati è stato realizzato dal WWF Italia nel 1998 proponendo anche un'ampia analisi e considerazioni sui dati ottenuti applicando i criteri IUCN (Bulgarini et al., 1998).
Dal 2013 la Federparchi, attraverso il Comitato Italiano IUCN ed il supporto del Ministero dell'Ambiente e della Tutela del Territorio e del Mare ha cominciato la definizione di alcune Liste Rosse Nazionali. Tutte le specie di pesci d'acqua dolce, anfibi, rettili, uccelli nidificanti (valutate da LIPU-BirdLife), mammiferi e pesci cartilaginei, native o possibilmente native in Italia, nonché quelle naturalizzate in Italia in tempi preistorici, sono state incluse nella valutazione. Le specie di uccelli presenti, ma non nidificanti in Italia (svernanti, migratori) non sono state valutate e pertanto è stata loro assegnata la categoria NE (Non Valutata).Anche le specie domestiche non sono state valutate secondo le Categorie e i Criteri della Red List IUCN. Le specie di certa introduzione in tempi storici sono state classificate NA (Non Applicabile), così come le specie occasionali, quelle che occorrono solo marginalmente nel territorio nazionale, e quelle di recente colonizzazione. La base tassonomica per tutte le specie considerate è la Checklist della Fauna d'Italia del Ministero dell'Ambiente, del Territorio e del Mare. Modifiche sono state apportate ove necessario per conformarsi alla classificazione utilizzata dalla Red List IUCN globale e per seguire la tassonomia più aggiornata. Tutte le schede sono consultabili sul sito del Comitato Italiano IUCN.

## Lista rossa IUCN 2006
La lista rossa del 2006, pubblicata il 4 maggio 2006, valutava 40.168 specie complessivamente, più 2.160 tra sottospecie, varietà, popolazioni marine (inglese: aquatic stocks), e sottopopolazioni (inglese: subpopulations), ossia sottoinsiemi di popolazione.
Delle specie valutate nel complesso, 16.118 sono risultate minacciate (threatened): di esse 7725 erano animali, 8390 erano piante e 3 erano funghi e licheni.
Questa lista riportava le 784 estinzioni di specie registrate dal "CE 1500", che dal suo rilascio nel 2004 era rimasto invariato, anche se un incremento si era già verificato rispetto al rilascio del 2000, in cui si enumeravano le estinzioni di 766 specie. Questi dati seppure attendibili non sono assoluti, poiché può accadere che una piccola percentuale di specie considerate estinte venga "riscoperta" come ancora in via di estinzione, o sia dichiarata come non classificabile in mancanza di dati. Potrebbe spiegarsi in questo modo il fatto che nel 2002 la lista delle specie estinte ne riportava un numero inferiore, ossia 759, mentre negli anni successivi registrava un numero maggiore e in aumento.

## Lista rossa IUCN 2007
La lista rossa del 2007 è stata pubblicata dallo IUCN il 12 settembre 2007, con importanti aggiornamenti: il gorilla di pianura occidentale (Gorilla gorilla gorilla) e il gorilla di fiume (Gorilla gorilla diehli) nella classificazione passavano da "endangered" (EN) a "critically endangered" (CR), avvicinandosi quindi alla categoria delle specie estinte in natura; questa riclassificazione era dovuta in parte al virus Ebola e in parte al bracconaggio, ma si inseriva comunque nel contesto di una tendenza generale all'aumento dei rischi di estinzione: Russ Mittermeier, a capo del Gruppo specialista dei primati dello IUCN svizzero (inglese: Swiss-based IUCN's Primate Specialist Group) valutava in pericolo ben 16.306 specie, ossia 188 in più rispetto all'anno precedente, raggiungendo un numero complessivo di 41.415 specie sulla Lista rossa. Tra le altre specie incluse nel 2007 ricordiamo l'orango di Sumatra (Pongo abelii) e l'orango del Borneo (Pongo pygmaeus) nella categoria CR.

## Lista rossa IUCN 2008
La Lista rossa 2008 è stata pubblicata il 6 ottobre 2008, al Congresso sulla conservazione mondiale dello IUCN (IUCN World Conservation Congress) tenutosi a Barcellona, in cui si è confermata la tendenza globale del rischio di estinzione per un mammifero su quattro: 1.141 sono "minacciate" rispetto alle specie note 5.487, senza considerare le 836 specie di cui non si hanno dati sufficienti.

## Lista rossa IUCN 2009
A maggio 2009 la BirdLife International ha pubblicato la nuova Lista rossa 2009 sugli uccelli del mondo, contenente 1.227 nuove specie di uccelli, di cui 192, due in più rispetto al 2008, sono a rischio estinzione; nove specie rientrano nella categoria critically endangered, come un colibrì colombiano (Eriocnemis isabellae), che ormai sopravvive nell'esiguo territorio delle montagne del Pinche, per colpa della deforestazione compiuta dai coltivatori di coca. Altra specie inserita nella lista è l'Allodola del Sidamo, primo uccello a rischio di estinzione in Africa, che potrebbe essere seguito da una variegata avifauna sempre sul continente africano, dal Fringuello arboricolo di Charles nelle Galápagos al Falco giocoliere.

## Lista rossa IUCN 2012
L'edizione 2012 della Red List 2012 è stata resa nota il 19 luglio 2012 alla Conferenza delle Nazioni Unite sullo sviluppo sostenibile di Rio de Janeiro (The United Nations Conference on Sustainable Development 2012, nota anche come Summit sulla Terra, Rio+20, o Rio 2012); la lista comprende 2.000 nuove specie, con 4 specie che si sono aggiunte al novero delle estinte e 2 alla lista delle specie ritrovate. La IUCN ha valutato un totale di 63.837 specie delle quali 19.817 sono ritenute sotto minaccia di estinzione, 3.947 sono descritte come "critically endangered", 5.766 come "endangered", mentre più di 10.000 specie sono elencate come "vulnerabili". Sotto minaccia sono il 41% delle specie anfibie, il 33% dei coralli delle barriere coralline, 30% delle conifere, 25% dei mammiferi, e 13% degli uccelli.

## Pubblicazioni
- (EN) IUCN Species Survival Commission, IUCN Red List Categories and Criteria: Version 3.1. (PDF), 2ª ed., Gland (Svizzera), IUCN, 2012  [2001], ISBN 978-2-8317-1435-6.